# 130 William
130 William ist ein Wolkenkratzer in Manhattan in New York City. Der vom Architekten Sir David Adjaye entworfene 66-stöckige Wohnturm zählt mit seinen 243,8 Meter (800 Fuß) Höhe zu den höchsten Wohngebäuden der Stadt.

## Beschreibung

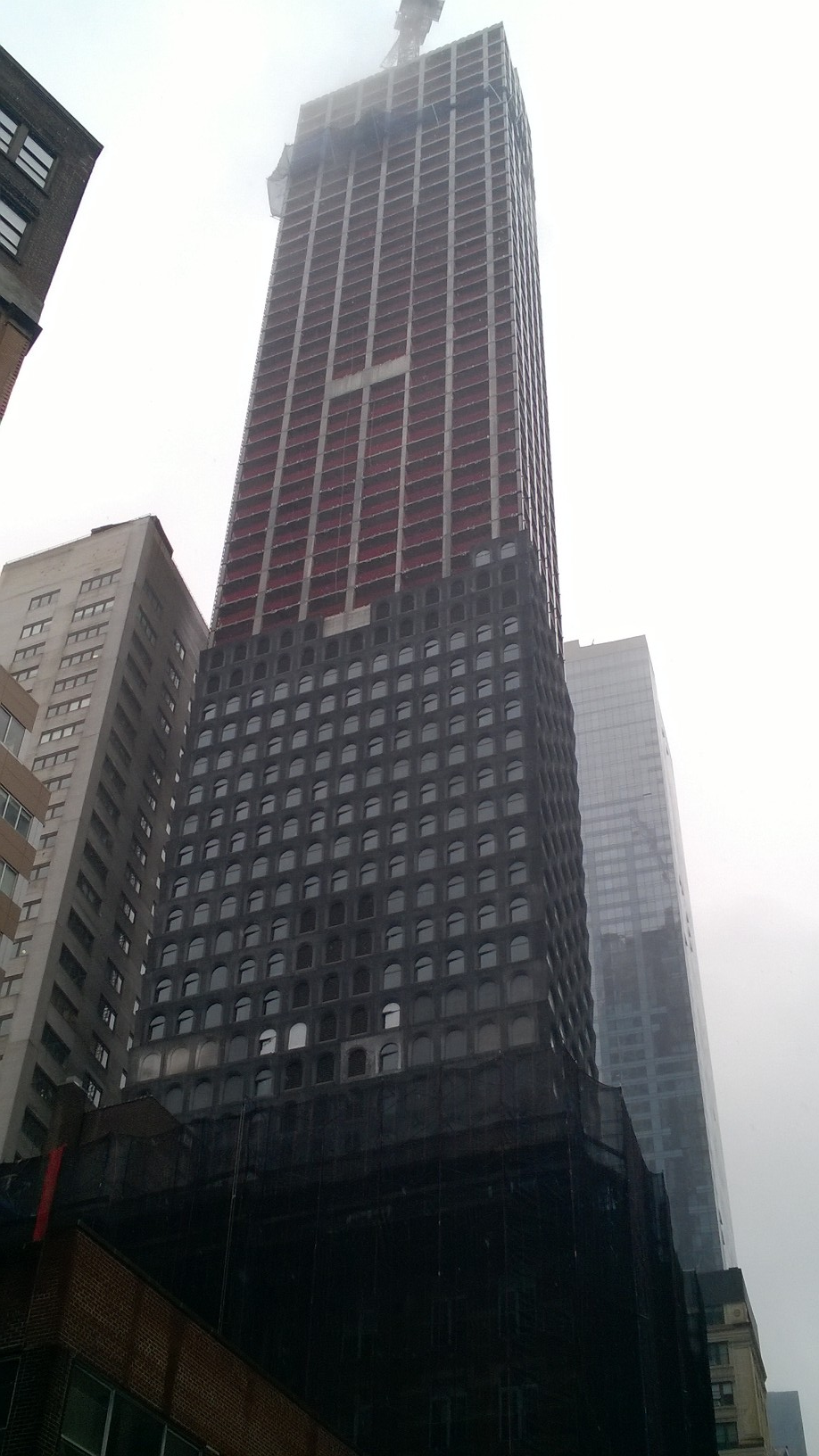
Bauphase am 10. Juni 2019

130 William befindet sich im Financial District in Lower Manhattan. Er grenzt an die William Street und die Fulton Street und umschließt dabei ein Gebäude der Pace University, das direkt an der Straßenecke steht. Dort befindet sich auch ein Zugang zur Station Fulton Street der New York City Subway, wo die Linien  verkehren. Der Wohnturm liegt des Weiteren nahe dem Transitknotenpunkt Fulton Center am Broadway/Fulton Street, dem South Street Seaport sowie der Brooklyn Bridge.
Der Wolkenkratzer besitzt eine maßgefertigte und handgegossene Betonfassade mit großformatigen Rundbogenfenstern sowie bronzierte Details. Mit dieser Gestaltung und dem Verzicht auf eine reine Glasfassade orientiert er sich hiermit architektonisch an den umgebenden Gebäuden in Downtown Manhattan. 130 William bietet 242 luxuriöse Wohnungen teilweise mit Loggien, die sich auf etwa 2.000 m² verteilen. Der Wohnturm bietet für die Bewohner unter anderem Freizeit- und Serviceeinrichtungen, einen Spa-Bereich und eine Dachterrasse. Das Gebäude umfasst einen ebenfalls von David Adjaye entworfenen öffentlichen von der William Street zugänglichen Plaza-Park sowie 1.900 m² Einzelhandelsfläche in den unteren Geschossen.
Im Mai 2014 erwarb The Lightstone Group das ehemalige 12-stöckige Bürogebäude in der William Street 130 für 60 Millionen US-Dollar. Im Januar 2015 gab das Unternehmen die Pläne von Hill West Architects für ein 50-stöckiges Gebäude mit gemischter Nutzung bekannt, das eine Höhe von 177 m erreichen und ein Hotel und 188 Apartments enthalten sollte. Neue Pläne wurden Anfang 2017 eingereicht, zu diesem Zeitpunkt hatte das Projekt den Namen Wall Street Tower. Diese strichen den Hotelteil und änderten die Höhe des Wohnturms auf 243,8 Meter (800 Fuß) und die Anzahl der Etagen auf 66. Die Bauarbeiten begannen 2018 und das Gebäude wurde 2022 weitgehend fertiggestellt und eröffnet. Letzte Arbeiten im Erdgeschoss mit den beiden Einzelhandelsflächen und der begrünten Plaza wurden im Juni 2023 beendet.